# Кићо Слабинац
Крунослав Слабинац (Осијек, 28. март 1944 — Загреб, 13. новембар 2020) био је југословенски и хрватски певач, гитариста, композитор и аранжер.

## Биографија
Током седамдесетих година 20. века био је веома популаран на територији Југославије као певач забавне музике да би касније постао популаран и као певач славонске народне музике.
Победник је на многим музичким фестивалима.
Умро је у Загребу након компликација после више операција.

## Фестивали
Ваш шлагер сезоне, Сарајево:
- Увијек исте ствари, 1970.
- Балада о два прстена, 1971.
- Ја каква је на Бембаши трава, 1976.
- Тихо, тихо успомено, 1988.

Опатија:
- Једном у животу, трећа награда жирија, 1969.
- Више нећеш бити моја (алтернација са Драганом Антићем), прва награда публике и победничка песма, 1970.
- Пољуби ме за сретан пут, четврто место, 1973.
- Дан који се памти, 1978.

Београдско пролеће:
- У дугим ноћима, трећа награда публике, 1970.

Сплит:
- Због твоје љубави, 1969.
- Цвијет чежње, 1970.
- Lamento, drugo mesto, 1971.
- Рицо, моја златна Рицо, 1977.
- Кад'су тукле старе уре (Вече далматинске шансоне), друго место, 1979.
- Цилог живота тонуле ми лађе, 1981.
- Мој Марјане, адио, 1982.
- Серенада и мандолине (са групом 777), прва награда публике и победничка песма, 1985.
- Маријана, 1988.
- Далматинска елегија (Вече сплитских бисера), 1988.
- Нек'се точи старо вино, 1989.
- Проплакат' ће зора (Вече сплитских бисера), 1989.
- Златна јесен, 2017.
- Цвијет чежње (Вече ретроспективе поводом 60 година сплитског фестивала), 2020.

Загреб:
- Заборави, моја љубави, 1970.
- Пусти да те водим, 1971.
- Виолета, 1978.
- Вероника, 1980.
- Како наћи прави пут, победничка песма, 1983.
- Најљепше се спава кад је вани киша (Вече шансона), 1983.
- Има једно море, 1984.
- Земљо, наша земљо (Вече револуционарне и родољубиве песме), победничка песма, 1984.
- Не питај ме ништа ноћас, 1985.
- На Шалати (Вече Загреб - Универзијади), 1985.
- Не могу више без тебе, победничка песма (подела победничке песме са Ивицом Шерфезијем), 1986.
- Није нам било суђено, победничка песма, 1987.
- Жалит ћемо, душо, жалит ћемо, трећа награда публике, 1988.

Песма лета:
- Три слатке ријечи, 1971.

Југословенски избор за Евросонг:
- Ангела, чекај ме, Београд 1970.
- Твој дјечак је тужан, победничка песма, Домжале 1971.

Акорди Косова:
- Само због љубави, 1970.

Фестивал војничких и револуционарних песама:
- Трагови, 1970.
- Твоје писмо, 1971.
- У име слободе, 1974.
- Остајте овдје, 1976.
- Путови (дует са Недом Украден), 1977.

Омладина, Суботица:
- У кишни дан, 1970.

Евровизија:
- Твој дјечак је тужан, 14. место, 1971.

Скопље:
- Чија си, 1971.
- Плачем, друга награда публике, 1972.

Славонија, Пожега:
- Бећарска ноћ, 1975.
- Нек' се знаде, 1976.
- Комшиница Ана, 1977.
- Нисам дош'о, 1981.
- Буди сретна, Славонијо (Златне жице Славоније), 1990.
- Шокачка грана (Златне жице Славоније), 1992.
- Ако зора не сване (Златне жице Славоније), 1993.
- Није моја душа празна (Златне жице Славоније), награда за текст, 1994.
- Инати се, Славонијо (Златне жице Славоније), награда за текст, 1995.
- Пјеват ће Славнија (Златне жице Славоније, Ретроспектива 50 година фестивала), 2019.
- Славонијо, ја сам твоје дијете (Златне жице Славоније), награда за текст, 2000.
- Барање се не би одрек'о (Златне жице Славоније), награда за текст, 2001.
- Шокац (Златне жице Славоније, са Славонским дукатима), награда за текст, 2009
- Дошао сам да ти кажем збогом (Златне жице Славоније), 2012

Тел Авив, Израел:
- Дај обећање, 1976.

Карневал фест, Цавтат:
- Карневали, карневали, 1977.
- Тко те љуби, душо моја, 1988.

Звуци Паноније:
- Стара мајка, 1981.
- Влакаши, 1983.

Крапина:
- Загорја син, 1983.
- Теку дани, теку цајти, 1984.
- Једну вечер ву касному лету, 1985.
- Позаби все, 1986.
- Дај још јемпут запопевај, 1987.
- Фала ти мати, 1988.
- Моја земља, 1990.
- Нај ти се навек лепо згоди, 1995.
- Ак' мореш, опрости, 1997.

МЕСАМ:
- Ти, само ти (дует са Бранком Кранер), 1985.

Макфест, Штип:
- Не вракај се, не буди ме', Grand Prix, 1988.
- Летај ми, летај гулабе, 1989.

Мелодије морја ин сунца, Порторож:
- Бура, 1988.

Степинчева катедрала:
- Хрватскога рода син, 1991.
- Оче наш, 1992.

Етнофест, Неум:
- На крај села чађава механа, 1998.
- Кад у поноћ нетко закуца, 2002.

Бродфест:
- Дала си ми вријеме свог живота, 2003

Фестивал пјесме Подравине и Подравља, Питомача:
- Еј, да могу младост вратити, 2017

## Најпознатије песме
- Плавуша
- У дугим ноћима
- Вјенчања неће бити
- Три слатке ријечи
- Због једне дивне црне жене
- Твој дјечак је тужан

## Албуми
- 1971. Твој дјечак је тужан